# دينيسا دفورجاكوفا
دينيسا دفورجاكوفا (بالتشيكية: Denisa Dvořáková)‏ (ولد في 28 مايو 1989) عارضة أزياء تشيكية اشتهرت بكونها الفائزة في ايليت موديل لوك 2006.

## نشأتها
ولدت دينيسا في براغ، جمهورية التشيك.

## مسيرتها المهنية
بدأت مسيرة المهنية عندما حضرت جلسة بحث عن عارضات أزياء جدد في براغ عام 2005. ووقعت عقدًا مع الفرع التشيكي لوكالة إيليت موديل، وفي غضون بضعة أشهر كانت تسير مع برادا في ميلانو، وديور وشانيل وكلوي في باريس. توجت بمسابقة إيليت موديل لوك في عام 2006، وهي في السادسة عشرة من عمرها، ظهرت على غلاف مجلة فوغ الإيطالية، وسارت على منصة عرض أزياء لمصممين بما في ذلك فيرساتشي وشانيل وكارل لاغرفيلد وفندي وكريستيان ديور وجون جاليانو وفالنتينو.

## روابط خارجية
- دينيسا دفورجاكوفا على موقع IMDb (الإنجليزية)
- دينيسا دفورجاكوفا على موقع قاعدة بيانات الفيلم (الإنجليزية)
- دينيسا دفورجاكوفا على موقع دليل عارضات الأزياء (الإنجليزية)